# Suchumi
Suchumi nebo též Sochumi (abchazsky Аҟәа – Aqwa, gruzínsky სოხუმი) je hlavní a zároveň největší město Abcházie, jejíž nezávislost není všeobecně uznána. Nachází se v centrální části Abcházie v Gruzii zhruba 107 km od hranic s Ruskem, z jihu je omýván Černým mořem a protéká jím několik řek. Ve městě žije přibližně 64 tisíc obyvatel, z nichž 65 % byli v roce 2011 Abchazové. V Suchumi se nachází budova parlamentu Abcházie, kde zasedá lidové shromáždění, a město je též sídlem prezidenta Abcházie. Na pobřeží se nachází nejdůležitější přístav a jihovýchodně od města též letiště. V Suchumi sídlí také výzkumné ústavy (Abchazská státní univerzita a Suchumský otevřený institut). Po druhé světové válce se ve městě vyvíjely jaderné zbraně. Suchumi je město s přímořskými lázněmi, sanatorii a léčebnými prameny, ale je také známé historickou botanickou zahradou, která zde funguje od roku 1840 a je jednou z nejstarších botanických zahrad na Kavkaze. Cenný je i historický most z 12. století.

## Historie

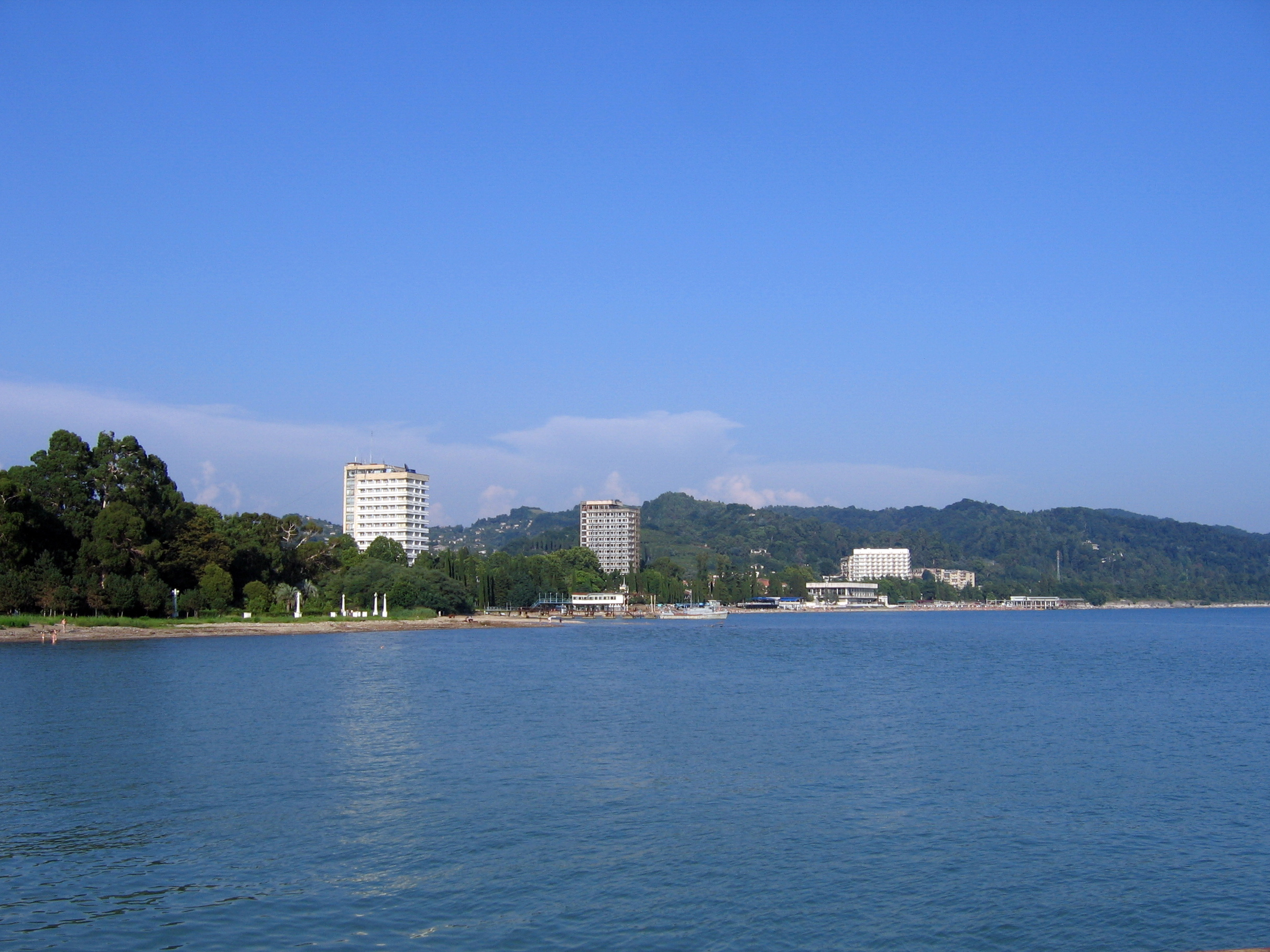
Lázeňské sanatorium v Suchumi

První osídlení v okolí města bylo zaznamenáno asi před 300 000 lety. Historie města je dlouhá asi 2500 let, čímž se řadí mezi nejstarší na světě. V 6. století př. n. l. bylo území kolem města hojně osídleno domorodými kmeny Kolchidů, proto zde byla v tomto období řeckými obchodníky z Milétu založena kolonie Dioscurias. Kolonie byla významným obchodním centrem dokud ji ve 2. století př. n. l. nedobylo království Pontus. V roce 65 zde Římané postavili pevnost a přejmenovali město na Sebastopolis. Město opět začalo prosperovat což mu vydrželo po 200 let. V roce 542 bylo město Římany evakuováno a byla zničena jeho citadela, protože hrozilo dobytí Sassanidy.
V roce 565 císař Justinián I. pevnost obnovil. Pevnost byla zničena Araby v roce 736. Město bylo obnoveno abchazskými králi. Později hrálo důležitou úlohu pro obchod s Evropou. V roce 1451 město krátce okupovalo turecké námořnictvo. Po jeho odjezdu se o město přetlačovala Abcházie s Megrélií. V roce 1570 Turci město obsadili natrvalo. Od začátku 19. století se o město zajímalo Rusko a v roce 1847 ho anektovalo. Od 40. let 19. století má statut města.
Na po Říjnové revoluci zde v roce 1918 byla zřízena Sovětská vláda, která byla rychle nahrazena vládou nezávislé Gruzie. Rudá armáda podporovaná místními revolucionáři a protigruzínsky naladěnými Abcházci dobyla město 4. března 1921. V témže roce se město stalo centrem Abchazské sovětské socialistické republiky, která byla v roce 1931 přičleněna do Gruzínské sovětské socialistické republiky jako Abchazská autonomní sovětská socialistická republika.
Během rozpadu SSSR zde začalo docházet k potyčkám mezi Abcházci a Gruzínci. V roce 1992 Abcházci vyhlásili nezávislost na Gruzii, na což Gruzie reagovala vojenskou intervencí, která začala abchazsko-gruzínskou válku. Po Abchazském vítězství došlo k vraždění gruzínských obyvatel města a jejich masovému odchodu. Město se stalo centrem nezávislé (ale světem neuznané) Abcházie.

## Demografie
Před rokem 1887 zde žila většina Abcházců, ale v rámci osidlování Abcházie křesťanskými kolonisty se národnostní složení rychle měnilo. Nejvyššího počtu obyvatel dosáhlo město v roce 1989 kdy zde žilo 119 150 obyvatel z nichž většina byli Gruzínci. Po válce v Abcházii došlo k hromadnému odchodu Gruzínců a v roce 2003 zde žilo už jen 43 716 obyvatel.
| Rok  | Abcházci         | Arméni          | Estonci     | Gruzínci        | Řekové         | Rusové          | Turci       | Ukrajinci      | Celkem  |
| ---- | ---------------- | --------------- | ----------- | --------------- | -------------- | --------------- | ----------- | -------------- | ------- |
| 1887 | 1,8 % (144)      | 13,5 % (1 083)  | 0,4 % (32)  | 11,9 % (951)    | 14,3 % (1 143) | 0,0 % (1)       | 2,7 % (216) | —              | 7 998   |
| 1926 | 3,1 % (658)      | 9,4 % (2 023)   | 0,3 % (63)  | 11,2 % (2 425)  | 10,7 % (2 298) | 23,7 % (5 104)  | —           | 10,4 % (2 234) | 21 568  |
| 1939 | 5,5 % (2 415)    | 9,8 % (4 322)   | 0,5 % (206) | 19,9 % (8 813)  | 11,3 % (4 990) | 41,9 % (18 580) | —           | 4,6 % (2 033)  | 44 299  |
| 1959 | 5,6 % (3 647)    | 10,5 % (6 783)  | —           | 31,1 % (20 110) | 4,9 % (3 141)  | 36,8 % (23 819) | —           | 4,3 % (2 756)  | 64 730  |
| 1979 | 9,9 % (10 766)   | 10,9 % (11 823) | —           | 38,3 % (41 507) | 6,5 % (7 069)  | 26,4 % (28 556) | —           | 3,4 % (3 733)  | 108 337 |
| 1989 | 12,5 % (14 922)  | 10,3 % (12 242) | —           | 41,5 % (49 460) | —              | 21,6 % (25 739) | —           | —              | 119 150 |
| 2003 | 65,3 % (24 603)  | 12,7 % (5 565)  | 0,1 % (65)  | 4,0 % (1 761)   | 1,5 % (677)    | 16,9 % (8 902)  | —           | 1,6 % (712)    | 43 716  |
| 2011 | 67,3 % (42 603 ) | 9,8 % (6 192)   | —           | 2,8 % (1 755)   | 1,0 % (645)    | 14,8 % (9 288)  | —           | —              | 62 914  |

## Počasí
V Suchumi převládá vlhké subtropické podnebí. Teploty celoročně neklesají pod nulu a je zde množství srážek.

| Suchumi – podnebí                                  | Suchumi – podnebí | Suchumi – podnebí | Suchumi – podnebí | Suchumi – podnebí | Suchumi – podnebí | Suchumi – podnebí | Suchumi – podnebí | Suchumi – podnebí | Suchumi – podnebí | Suchumi – podnebí | Suchumi – podnebí | Suchumi – podnebí | Suchumi – podnebí |
| Období                                             | leden             | únor              | březen            | duben             | květen            | červen            | červenec          | srpen             | září              | říjen             | listopad          | prosinec          | rok               |
| -------------------------------------------------- | ----------------- | ----------------- | ----------------- | ----------------- | ----------------- | ----------------- | ----------------- | ----------------- | ----------------- | ----------------- | ----------------- | ----------------- | ----------------- |
| Průměrné denní maximum [°C]                        | 8                 | 9                 | 12                | 16                | 19                | 23                | 25                | 26                | 23                | 19                | 15                | 11                | 17                |
| Průměrné denní minimum [°C]                        | 2                 | 2                 | 5                 | 8                 | 12                | 17                | 19                | 19                | 15                | 11                | 7                 | 3                 | 10                |
| Zdroj: http://svali.ru/catalog~237~37189~index.htm |                   |                   |                   |                   |                   |                   |                   |                   |                   |                   |                   |                   |                   |

## Doprava
V říjnu 2021 bylo po 29 letech obnoveno pravidelné lodní spojení mezi Suchumi a Soči pro přepravu lidí.

## Významní rodáci
- Fazyl Abdulovič Iskander, sovětsko-ruský spisovatel, narozený v Suchumi
- Demna Gvasalia, zakladatel módní značky Vetements a kreativní ředitel módního domu Balenciaga

## Partnerská města
- Archangelsk, Rusko[7]
- Čerkesk, Rusko
- Grozný, Rusko
- Cchinvali, Jižní Osetie (2006)
- Krasnodar, Rusko
- Nižnij Novgorod, Rusko
- Podolsk, Rusko[8]
- Sant'Antioco, Itálie[9][10]
- Chankendi, Republika Arcach
- Tiraspol, Podněstří
- Ufa, Rusko[11]
- Volgograd, Rusko

## Galerie

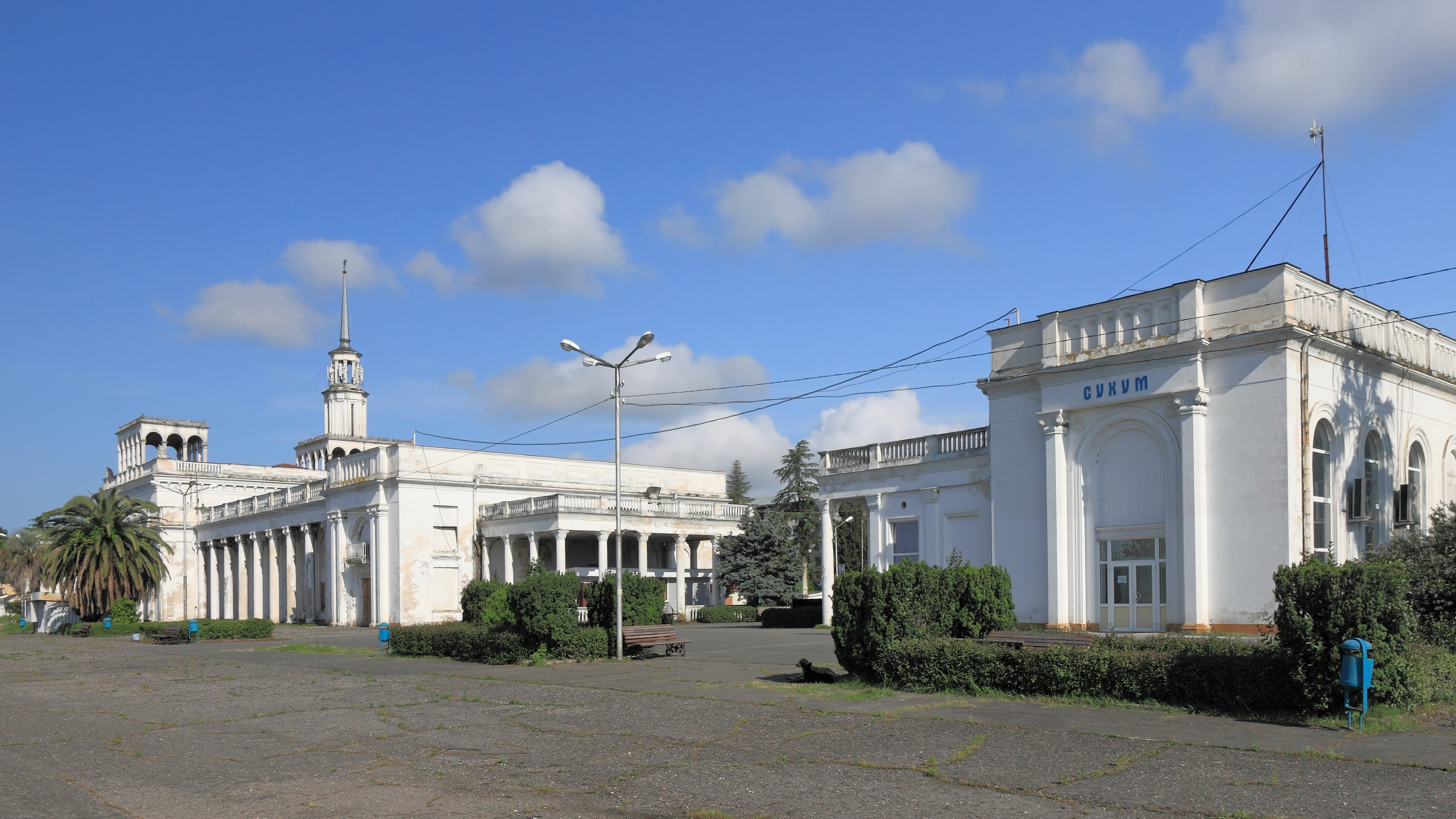
Železniční stanice
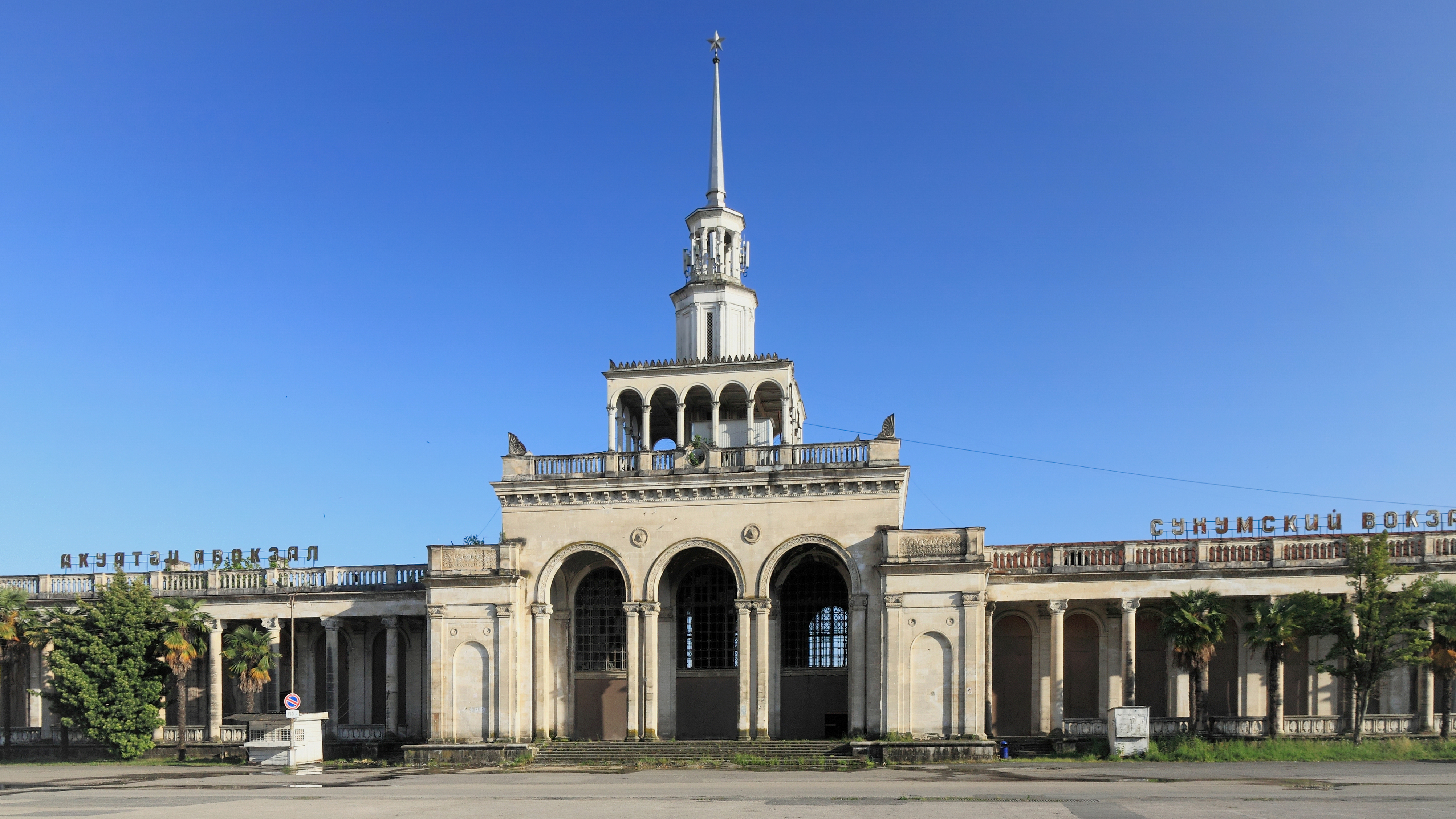
Železniční stanice
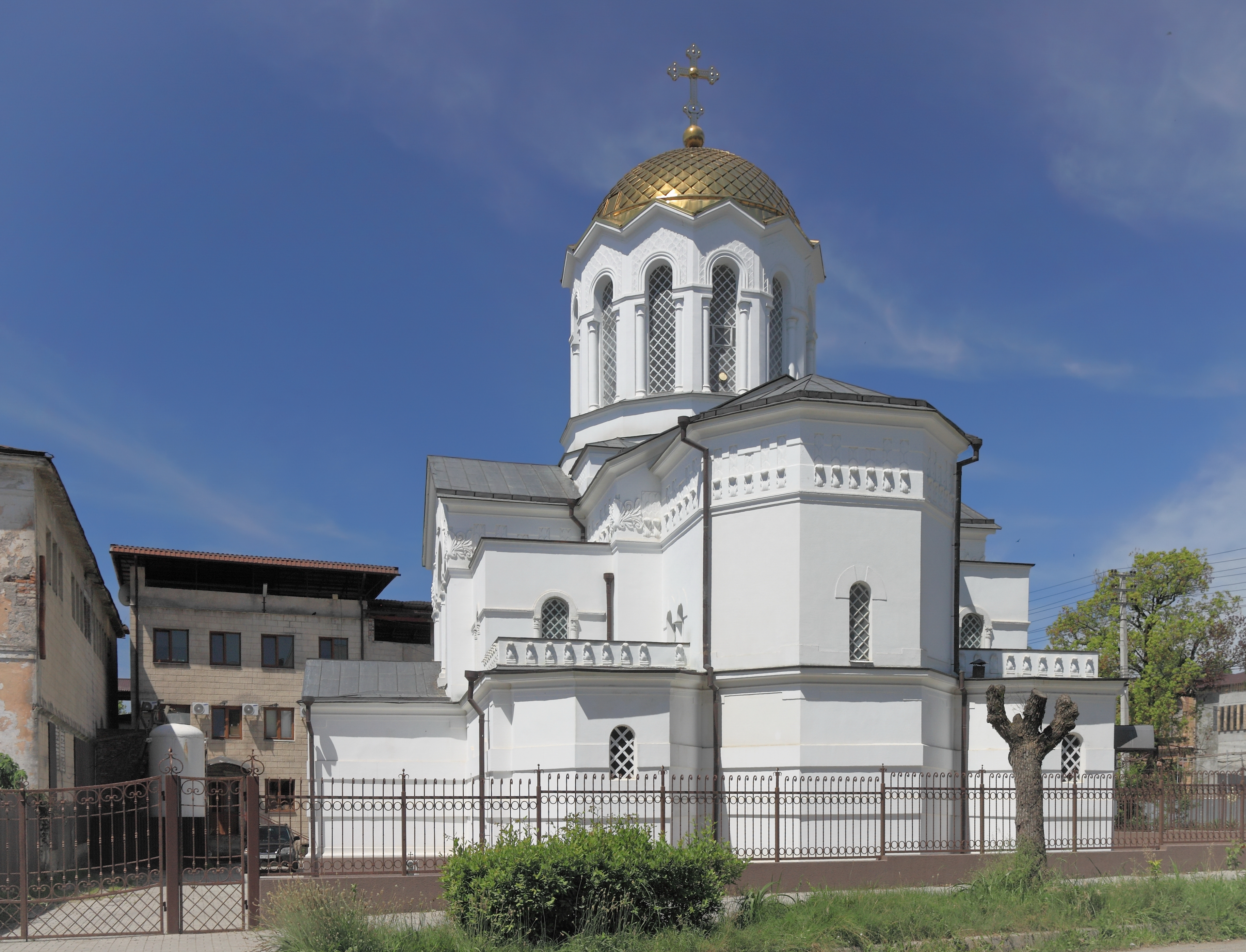
Katedrála Zvěstování
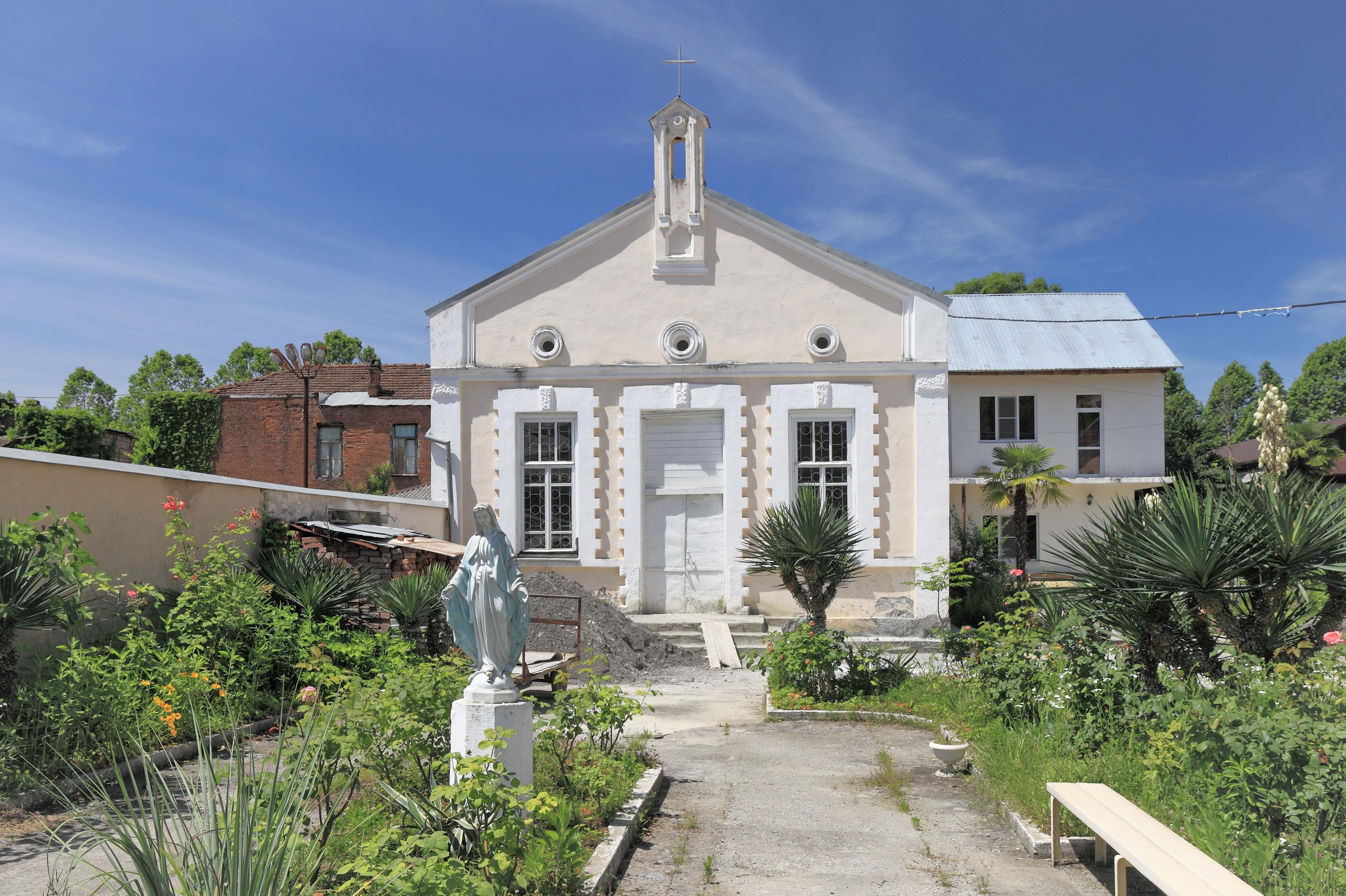
Římskokatolický kostel svatého Šimona apoštola
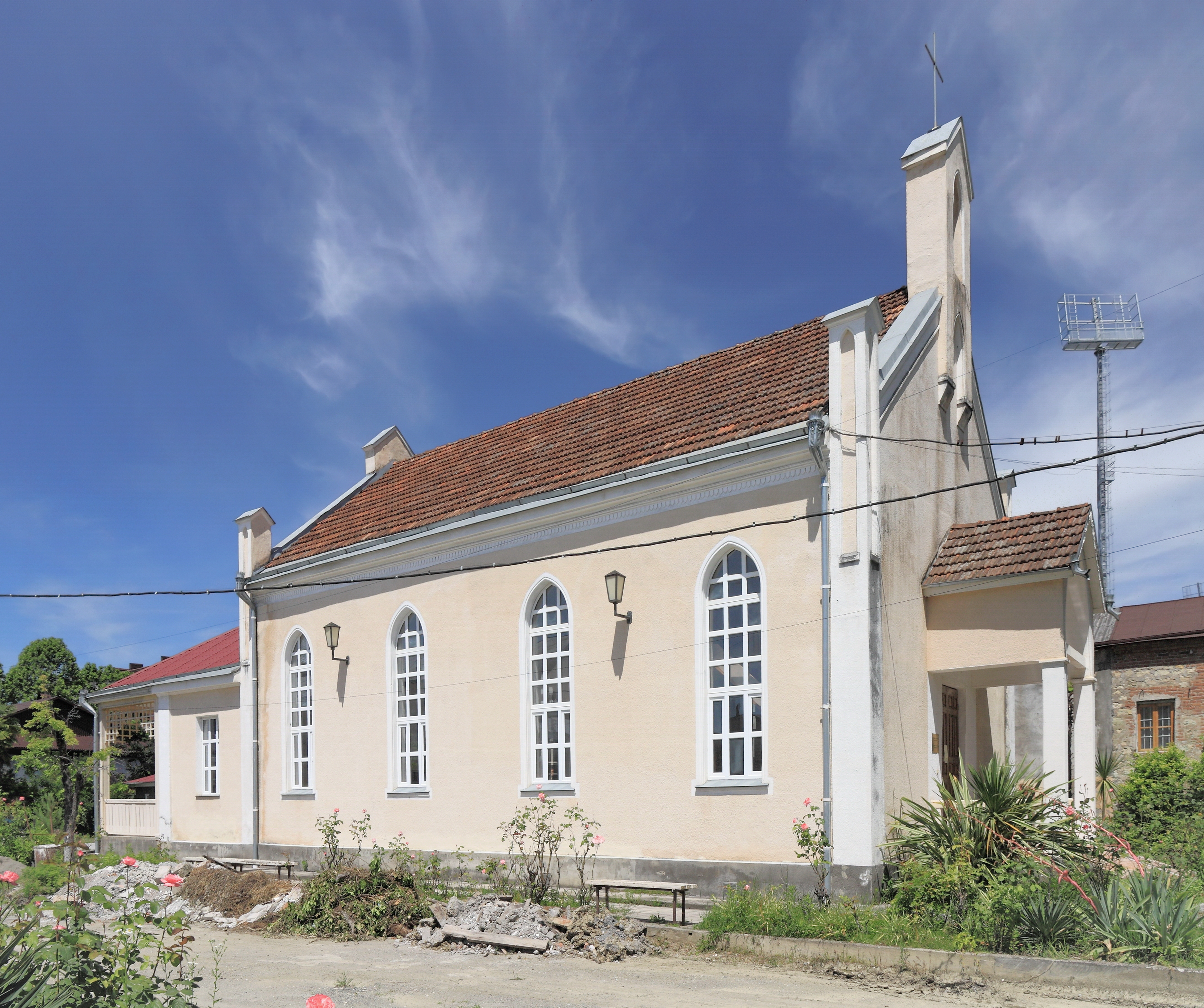
Evangelický kostel svatého Jana
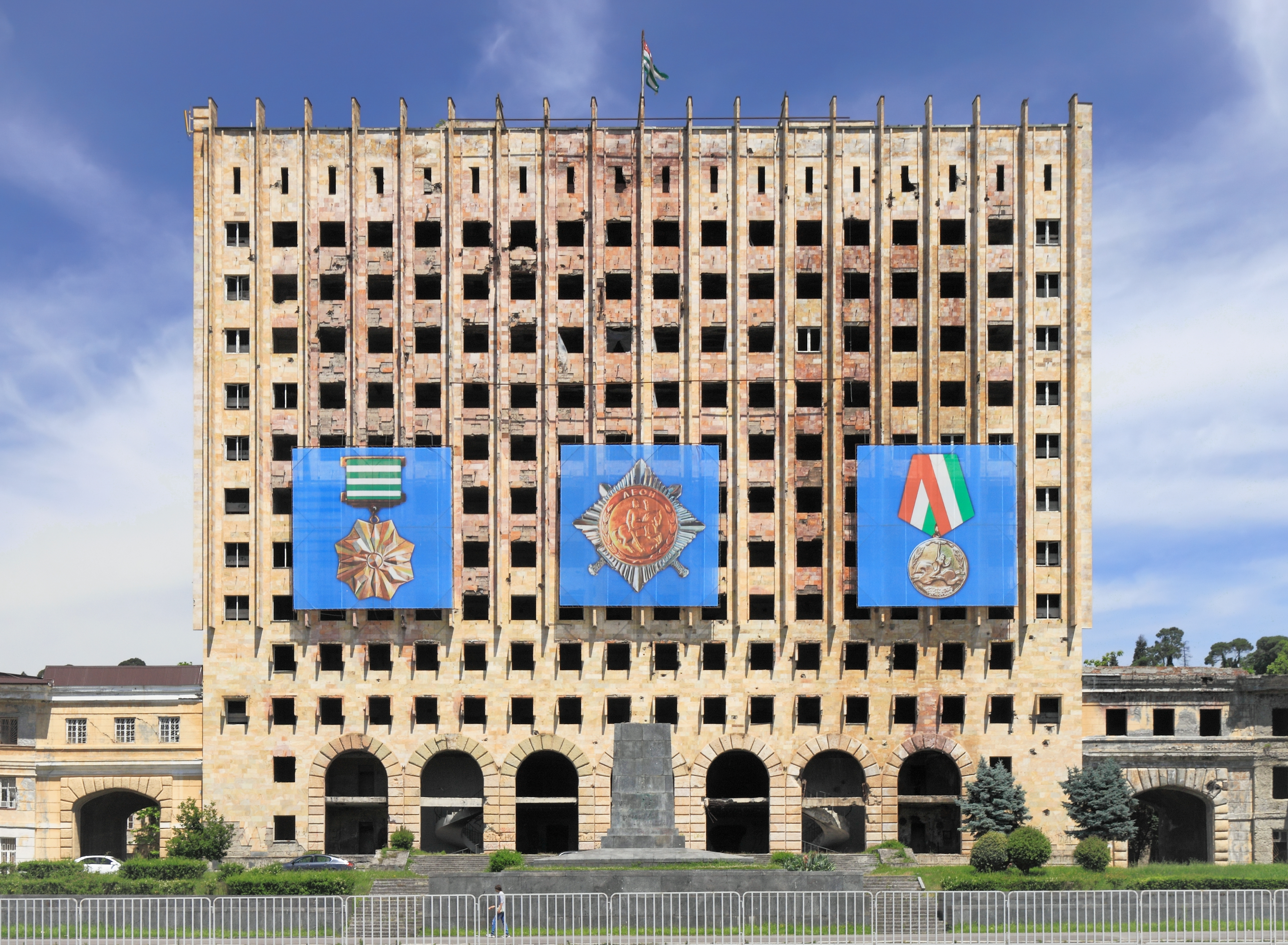
Bývalá budova sovětské Rady ministrů Abcházie
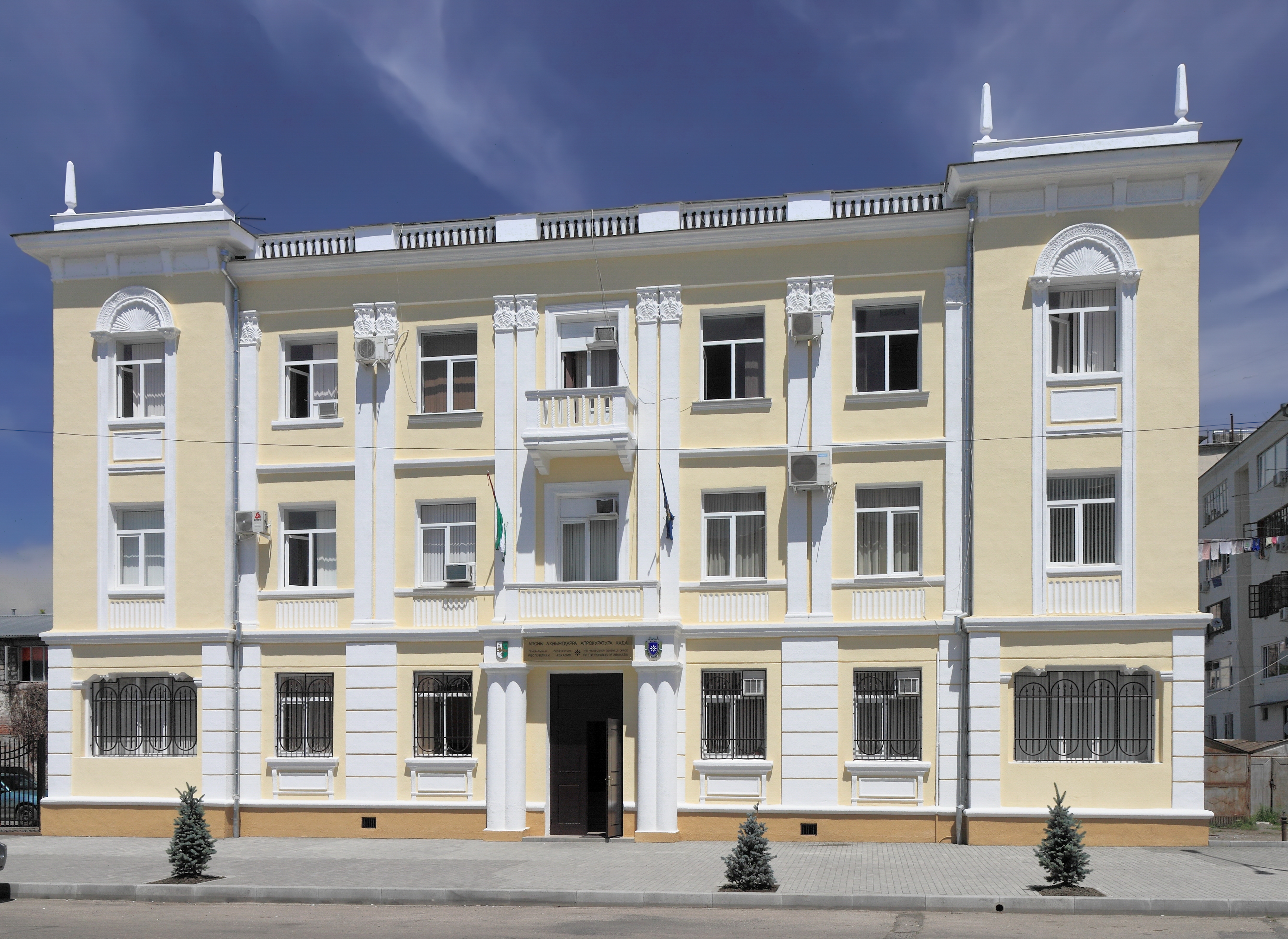
Úřad generálního prokurátora Republiky Abcházie
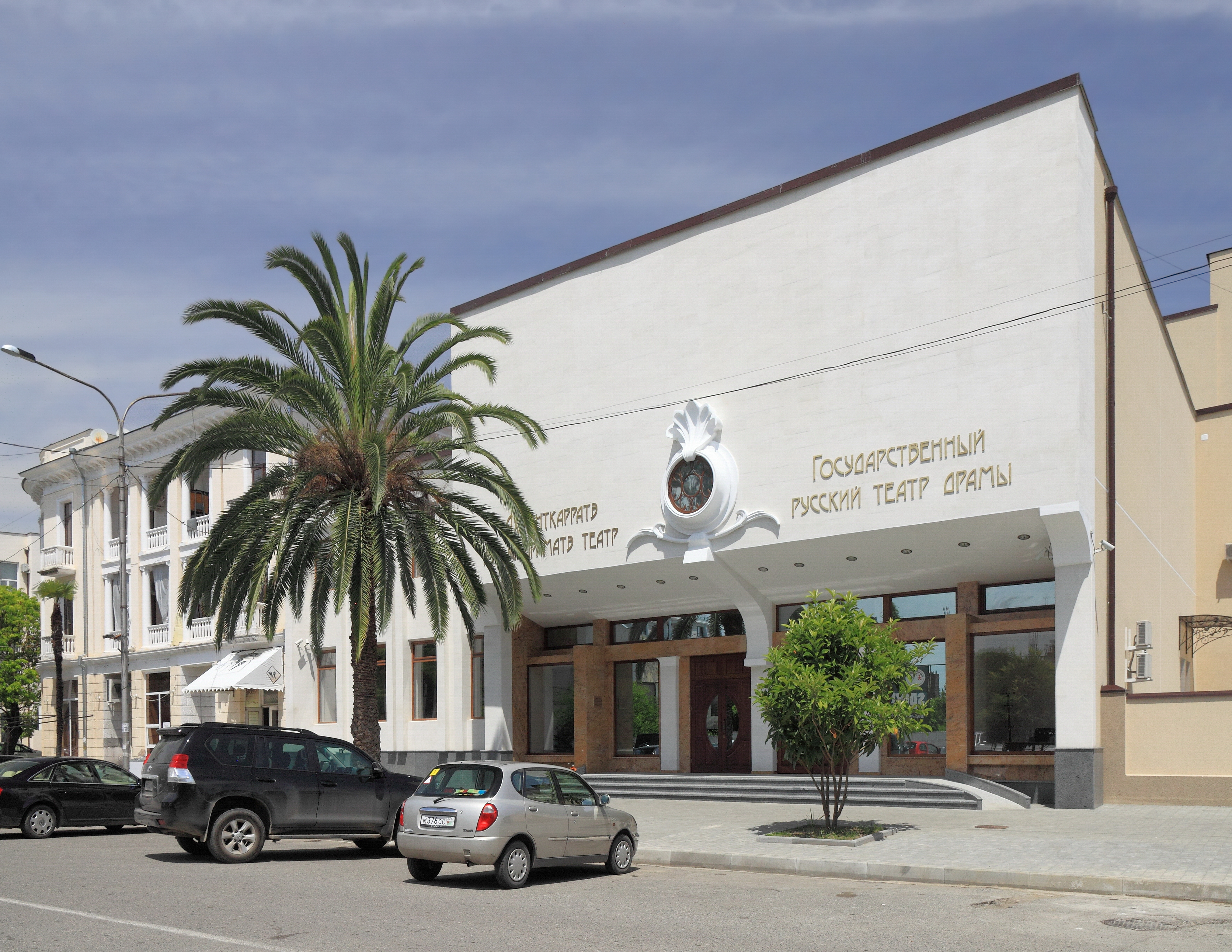
Ruské divadlo
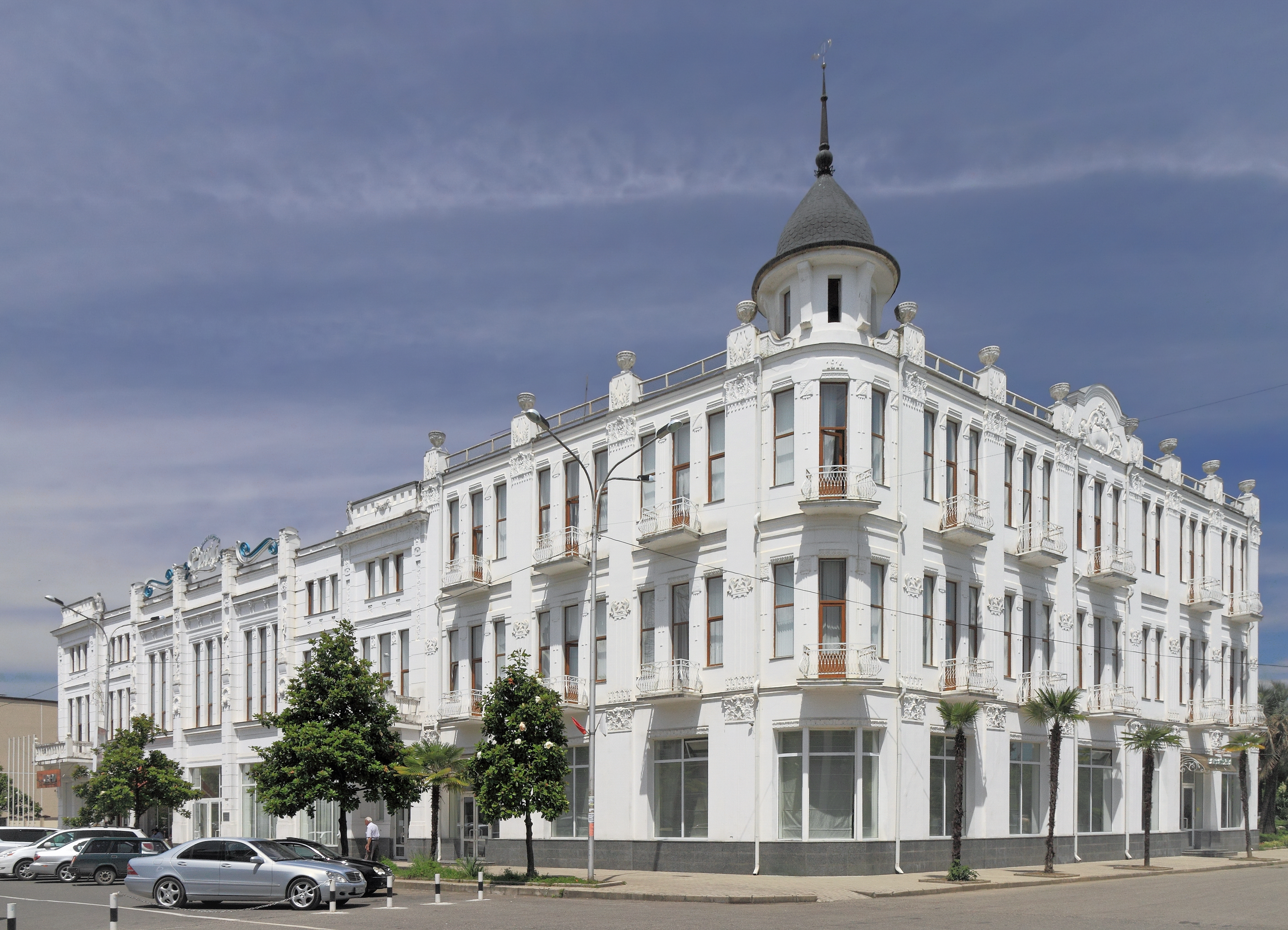
Hotel Rica
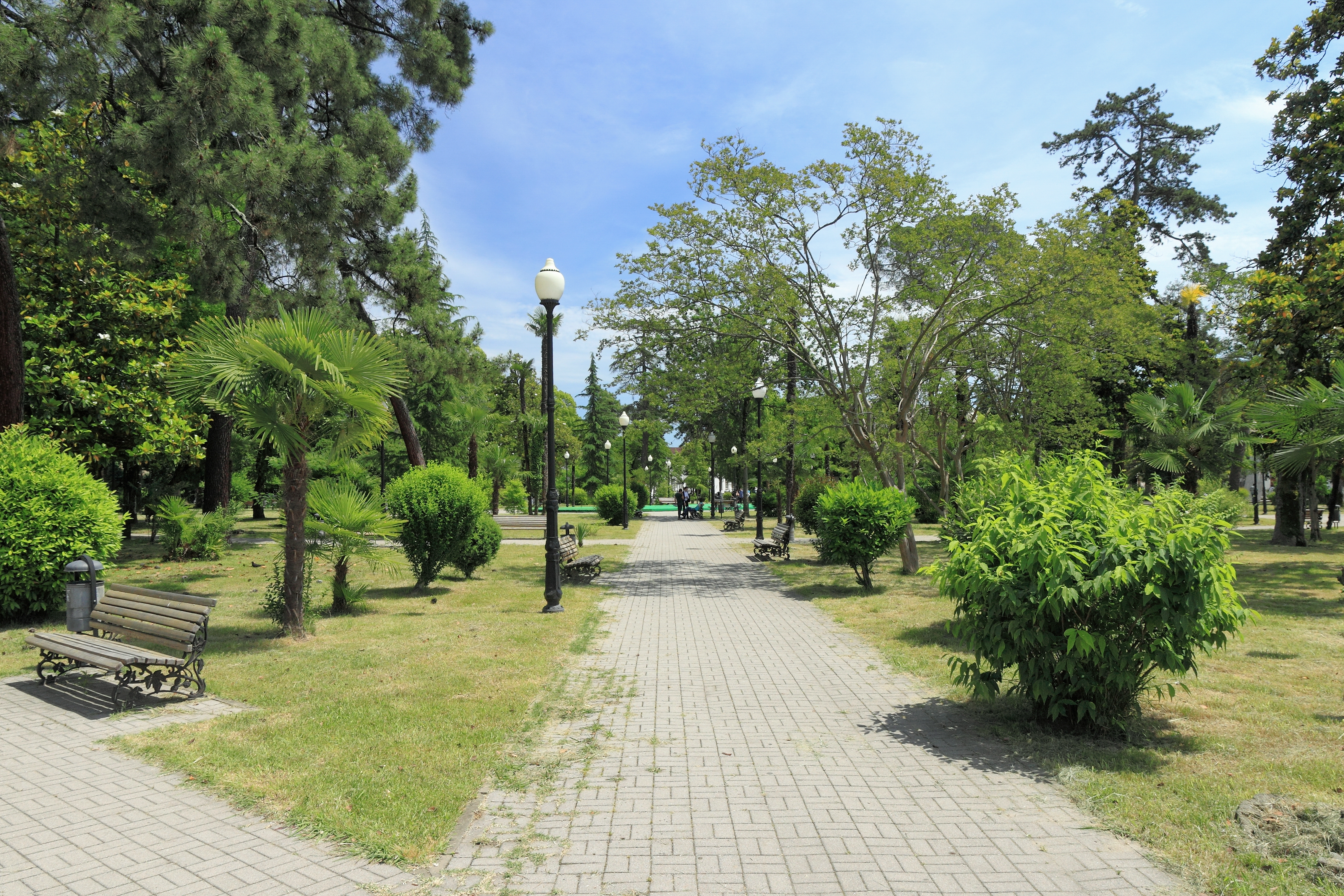
Leninův Park
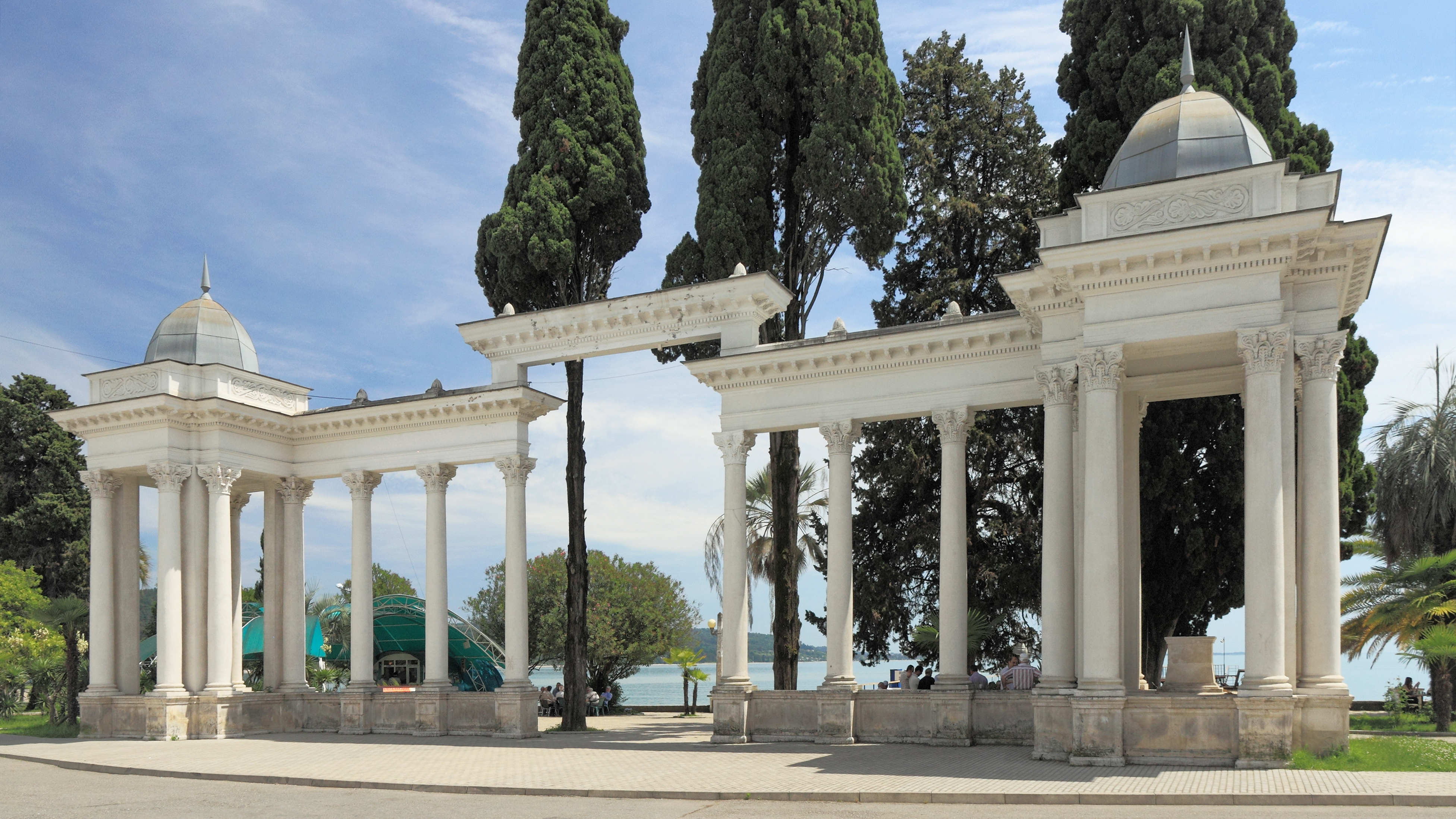
Kolonáda
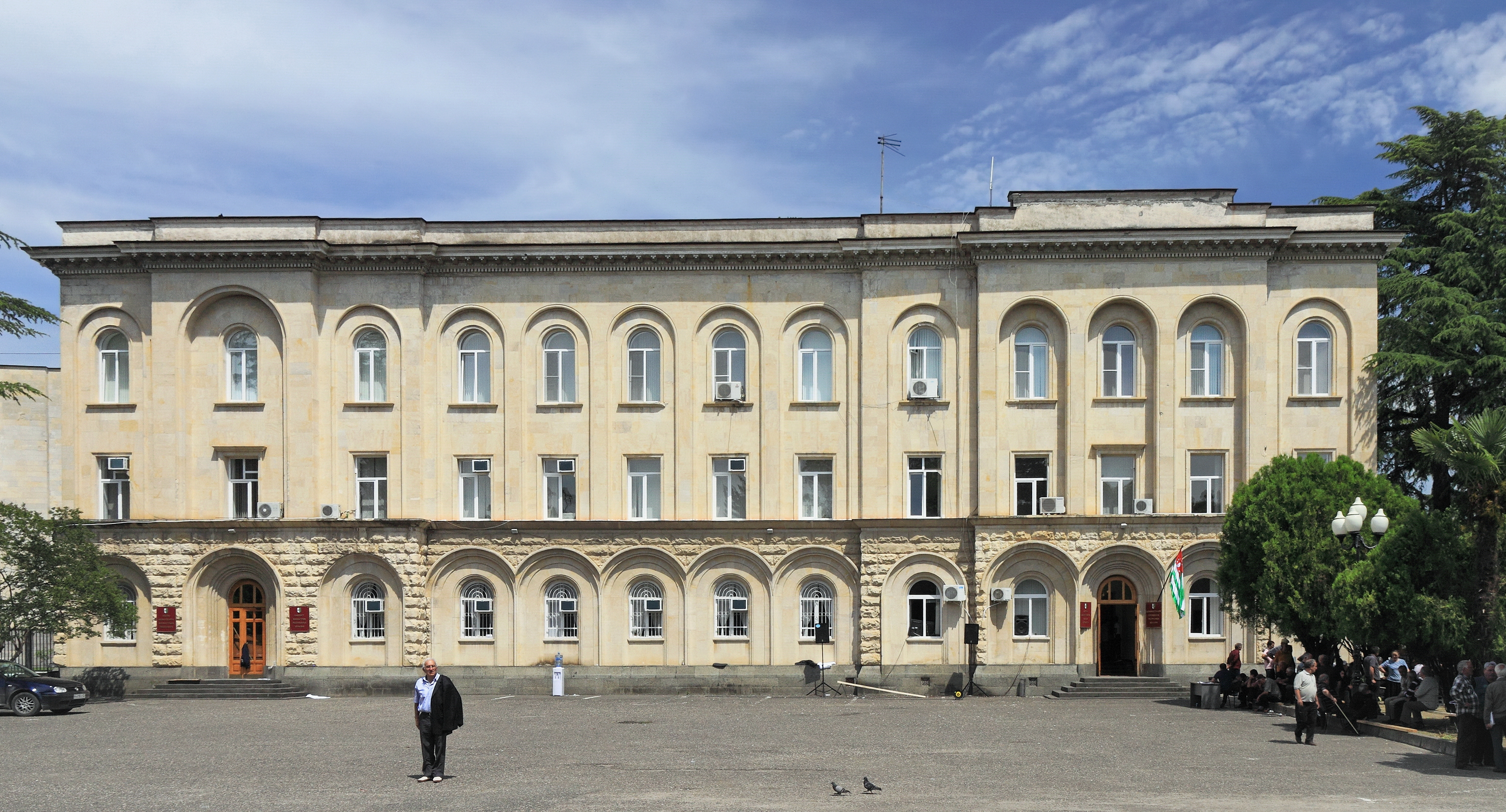
Sídlo vlády a prezident Republiky Abcházie
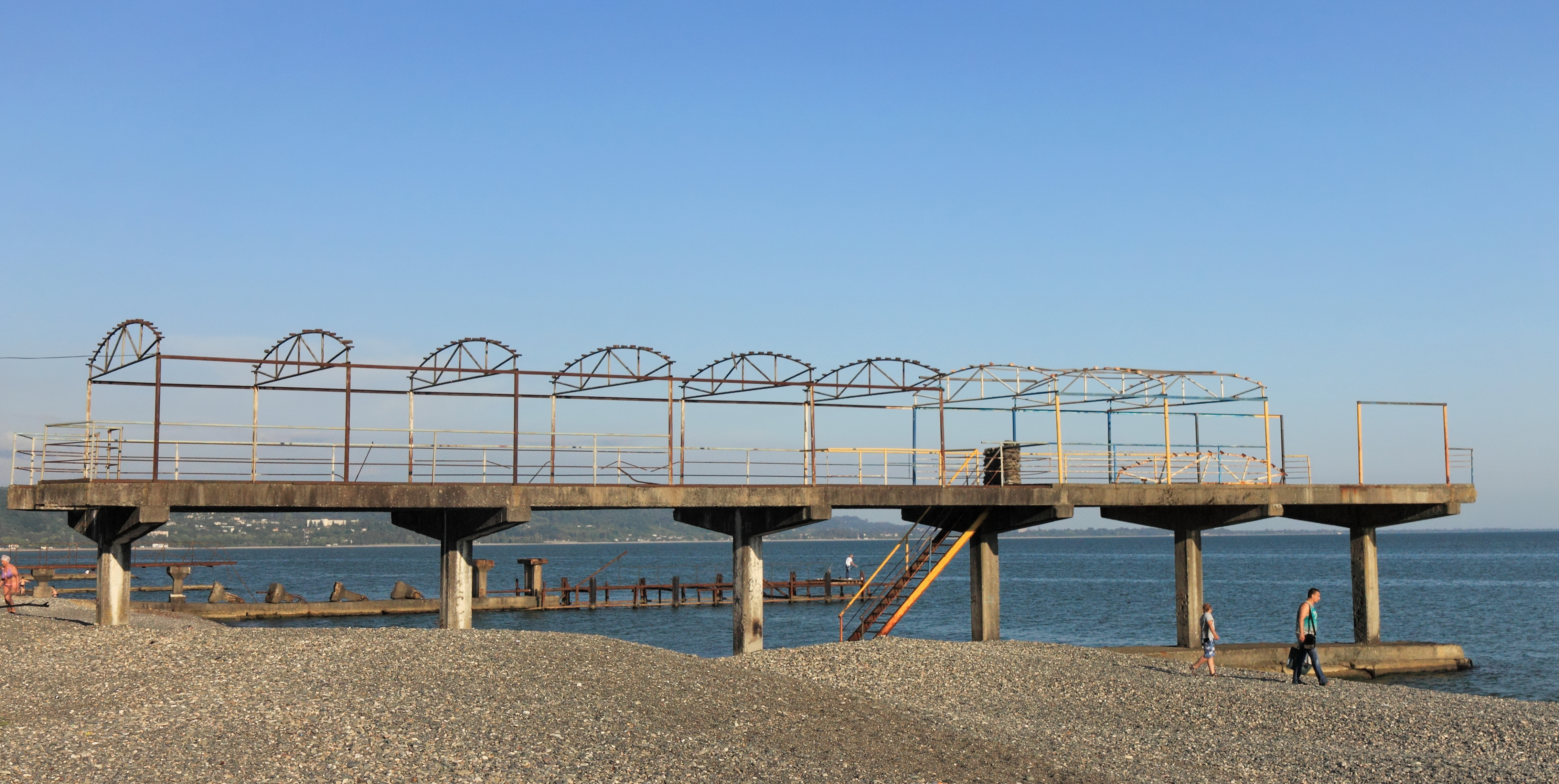
Nábřeží
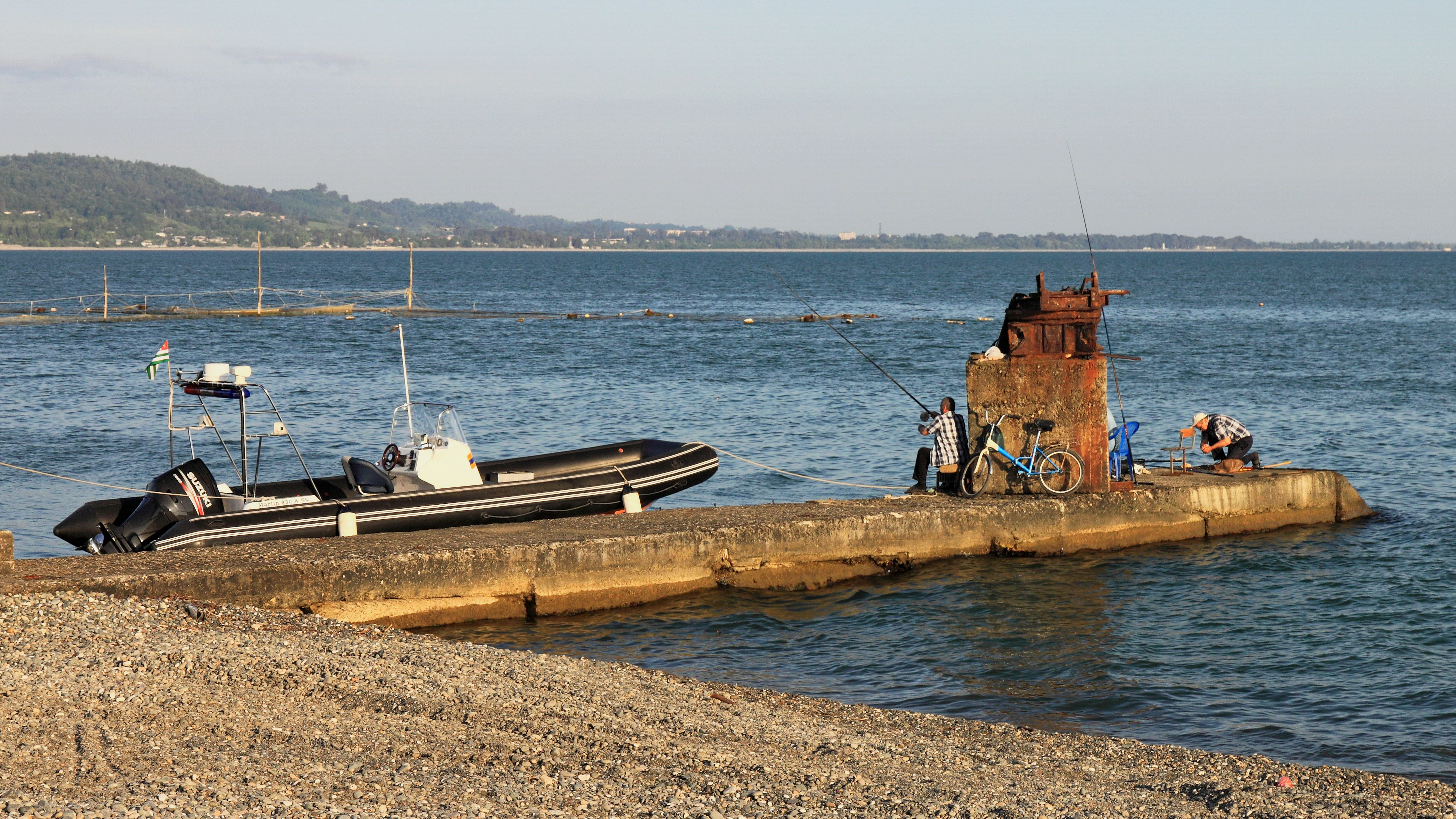
Nábřeží
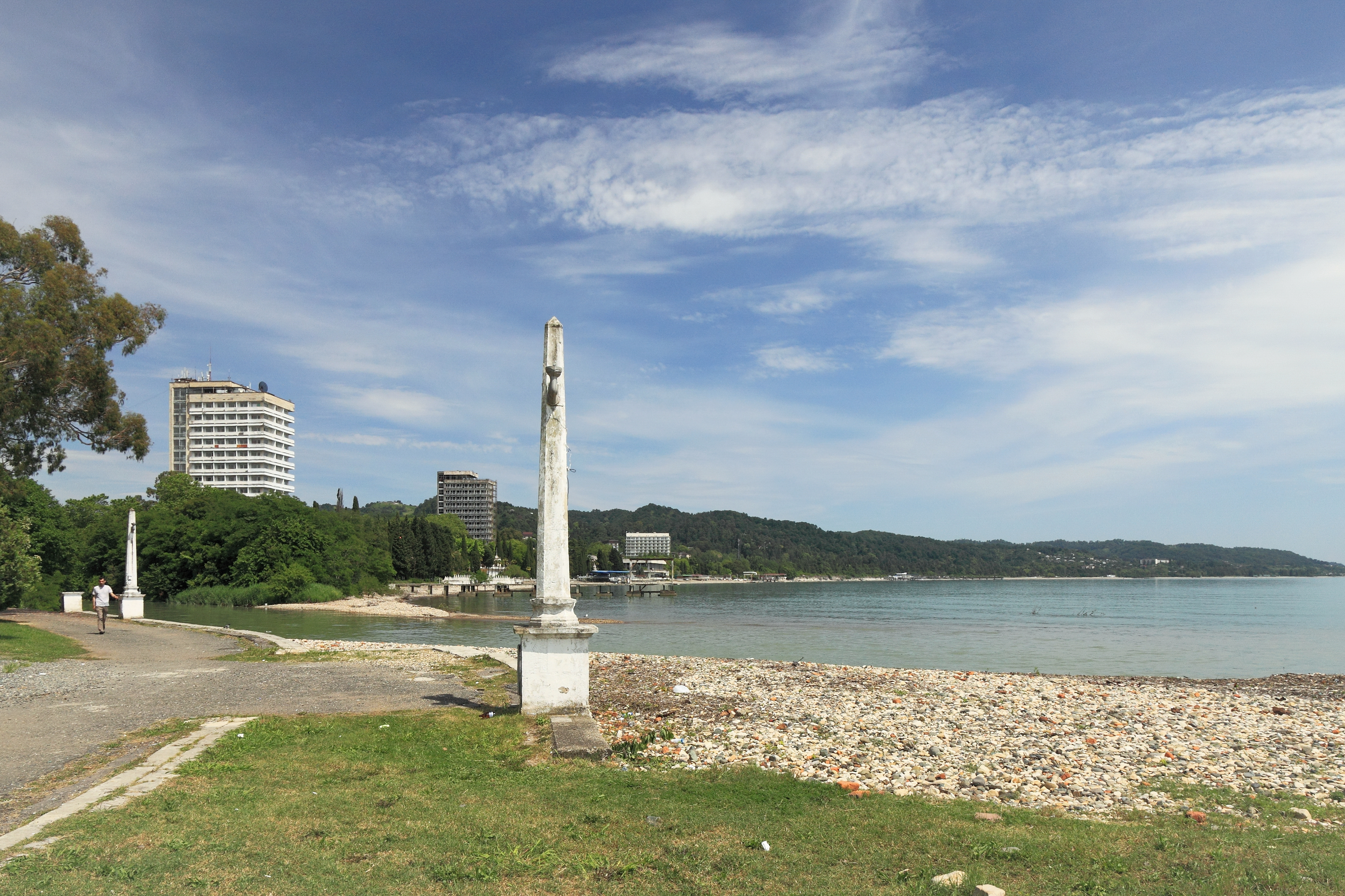
Nábřeží